# 미로슬라바 카르포비치
미로슬라바 올레고브나 카르포비치(러시아어: Мирослава Олеговна Карпович, 1986년 3월 1일 ~ )는 러시아의 배우이다.